# Фрилинг, Артур Генри
Сэр Артур Генри Фрилинг, пятый баронет (англ. Arthur Henry Freeling; 26 июля 1820 — 26 марта 1885) — австралийский государственный деятель и политик. Генеральный инспектор Южной Австралии (1849—1861). инженер. Генерал-майор Королевского корпуса королевских инженеров.

## Биография
Получил образование в Школе Хэрроу. С 17 летнего возраста служил в Корпусе королевских инженеров. В звании капитана отправился в Южную Австралию, чтобы занять пост генерального геодезиста и колониального инженера.
В январе 1849 году стал Генеральным инспектором Южной Австралии, на этом посту проделал большую исследовательскую работу в Южной Австралии. Изучал дорожные работы, осуществовал надзор за строительством больших казарм. В дополнение к своим обязанностям в Южной Австралии в качестве генерального инспектора и главы Департамента земель Короны был одним из пяти уполномоченных, назначенных для управления делами города Аделаида с сентября 1849 по июнь 1852 года, и ежегодно избирался председателем Центральное управление магистральных дорог (1850—1861). Был также инспектором и комиссаром железных дорог и исполнял обязанности колониального архитектора (1855—1856).
Был избран членом Исполнительного и Законодательного советов Южной Австралии. Член правительства первого премьер-министра Южной Австралии Бойла Трэверса Финнисса. Комиссар общественных работ (1856—1857). В 1861 году вышел в отставку с должности главного инспектора и вернулся в Англию. Там до выхода на пенсию служил почетным подполковником и генерал-майором Королевского корпуса королевских инженеров.

## Память
- Его именем назван посёлок Фрилинг в Южной Австралии примерно в 60 км к северу от Аделаиды.
- В 1860 году ботаник Фердинанд Мюллер назвал обнаруженный цветок Eremophila freelingii в его честь.